# Julián Manuel de Sabando y Alcalde
Julián Manuel de Sabando y Alcalde (f. 1899) fue un literato y periodista español.

## Biografía
Jefe de Administración, fue también redactor en Madrid de La Fe (1860), La España (1868), El Eco de España (1873-1875) y La Época, además de asiduo colaborador de La Ilustración Española. Sabando y Alcalde, que falleció en Madrid el 15 de febrero de 1899, cultivó también la literatura novelesca y otros géneros. Fue autor de Ensayos poéticos (1845, en dos volúmenes), Los ardides de un cesante (juguete cómico en un acto y en verso, 1852), El sacristan del Escorial (drama en un acto y en verso, 1854) y la novela Los tres unicornios (1845). Firmaba en ocasiones con el seudónimo de «Juan de las Viñas».